# 奧克蘭足球會
奧克蘭足球會（英文：Auckland FC）是一家位於紐西蘭奧克蘭的足球會，在2024年3月12日成立，球隊主色為藍色和黑色。球隊在2024–25年正式參與澳洲職業足球聯賽賽事。

## 會徽和顏色
球會選會藍色和黑色為球隊主色。 會徽正中央設有「A」字，以代表球隊城市。 球會的英文簡稱「AFC」亦會顯示於會徽上。

## 主場

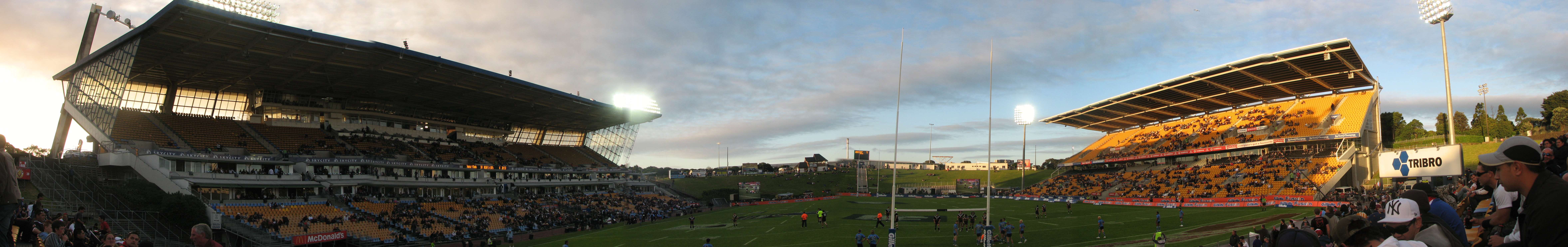
Go Media球場，奧克蘭足球會現時的主場

奧克蘭的主場賽事在斯馬特山球場（因贊助關係現稱Go Media球場）進行，場地可容納25,000名觀眾，位於奧克蘭市中心以南約10公里的彭羅斯郊區。球會老闆比爾·福利表示，球會會使用該場地「數年」，之後會在奧克蘭海濱興建一座可容納20,000人的新球場。由於與國家橄欖球聯賽球隊新西蘭勇士的賽程衝突，球會使用北港灣體育場作為訓練場地。
在球會成立前，威靈頓鳳凰曾以主隊身份在奧克蘭的北港灣體育場及伊甸公園體育場進行賽事。球會於2024年3月16日在伊甸公園體育場對悉尼足球會的賽事是他們在奧克蘭的最後一場比賽。首支參加澳洲聯賽的奧克蘭球會足球皇者（Football Kingz）亦曾以北港灣體育場及斯馬特山球場為主場，但於2004年因財政問題解散。新西蘭騎士在2005-06年球季取代足球皇者加入澳職聯，同樣以北港灣體育場為主場。騎士在2006-07年澳職聯球季因無力償債而被澳洲足總吊銷牌照後解散。
2025年3月20日，奧克蘭足球會確認正在尋求在西泉體育場發展新球場。計劃包括興建一座可容納12,500至15,000人的新球場，以及社區體育設施、款待及醫療服務。2025年7月初，奧克蘭足球會放棄在西泉體育場興建球場的計劃，轉而宣布有意延長與Go Media球場及北港灣體育場的合約。

## 榮譽

### 國內
- 澳大利亞職業足球聯賽 常規賽冠軍
  -  冠軍 (1次)： 2024–25

## 外部連結
- Official announcement of awarding of license （页面存档备份，存于）